# Afghanistan op de Olympische Zomerspelen 1968
Afghanistan nam deel aan de Olympische Zomerspelen 1968 in Mexico-Stad. Het was de zesde deelname van Afghanistan aan de Olympische Spelen.
Er werd voor de derde keer deelgenomen in het worstelen, de enige sport waarin de Afghanen op deze editie uitkwamen. Mohammad Ebrahimi was de enige deelnemer die ook in 1964 aan de Spelen deelnam. Net als bij de vijf voorgaande deelnames werd er geen medaille gewonnen.

## Deelnemers en resultaten

### Worstelen
| Olympiër (deelname)   | Discipline                     | Resultaat | Prestatie                                                                                   |
| --------------------- | ------------------------------ | --------- | ------------------------------------------------------------------------------------------- |
| Ahmad Djan            | vrije stijl, bantamgewicht (m) | 15e       | 1e ronde: V van MGL Bazaryn: 1-3 2e ronde: V van IRI Gorgori: 1-3                           |
| Mohammad Ebrahimi (2) | vrije stijl, vedergewicht (m)  | 14e       | 1e ronde: V van URS Tedejev: 1-3 2e ronde: W van MGL Tsedendambyn 3e ronde: trok zich terug |
| Aka-Jahan Dastagir    | vrije stijl, lichtgewicht (m)  | 21e       | 1e ronde: V van POL Pajak: fall 2e ronde: V van HUN Karóly Buzás: gediskwalificeerd         |
| Kayum Ayub            | vrije stijl, weltergewicht (m) | 17e       | 1e ronde: V van IRI Momeni 2e ronde: V van GDR Heinze: gediskwalificeerd                    |
| Ghulam Dastagir       | vrije stijl, middengewicht (m) | 19e       | 1e ronde: V van ARG Graffigna: 1-3 2e ronde: V van BUL Prodan Gardzjev: fall                |

Afghanistan · Algerije · Amerikaanse Maagdeneilanden · Argentinië · Australië · Bahama's · Barbados · België · Bermuda · Birma · Bolivia · Bondsrepubliek Duitsland · Brazilië · Brits-Honduras · Bulgarije · Canada · Centraal-Afrikaanse Republiek · Ceylon · Chili · Colombia · Congo-Kinshasa · Costa Rica · Cuba · Denemarken · Dominicaanse Republiek · Duitse Democratische Republiek · Ecuador · El Salvador · Ethiopië · Fiji · Filipijnen · Finland · Frankrijk · Ghana · Griekenland · Groot-Brittannië · Guatemala · Guinee · Guyana · Honduras · Hongarije · Hongkong · Ierland · IJsland · India · Indonesië · Irak · Iran · Israël · Italië · Ivoorkust · Jamaica · Japan · Joegoslavië · Kameroen · Kenia · Koeweit · Libanon · Libië · Liechtenstein · Luxemburg · Madagaskar · Maleisië · Mali · Malta · Marokko · Mexico · Monaco · Mongolië · Nederland · Nederlandse Antillen · Nicaragua · Nieuw-Zeeland · Niger · Nigeria · Noorwegen · Oeganda · Oostenrijk · Pakistan · Panama · Paraguay · Peru · Polen · Portugal · Puerto Rico · Roemenië · San Marino · Senegal · Sierra Leone · Singapore · Soedan · Sovjet-Unie · Spanje · Suriname · Syrië · Taiwan · Tanzania · Thailand · Trinidad en Tobago · Tunesië · Turkije · Tsjaad · Tsjecho-Slowakije · Uruguay · Venezuela · Verenigde Arabische Republiek · Verenigde Staten · Vietnam · Zambia · Zuid-Korea · Zweden · Zwitserland